# 308680 McLennan
308680 McLennan è un asteroide della fascia principale. Scoperto nel 2006, presenta un'orbita caratterizzata da un semiasse maggiore pari a 3,2621613 au e da un'eccentricità di 0,4269044, inclinata di 24,03426° rispetto all'eclittica.